# Nadbor
Nadbor – staropolskie imię męskie, złożone z członów Nad- ("nad" lub człon pochodzący od innych wyrazów) i -bor („walczyć, zmagać się”). Być może oznaczało „tego, kto najlepiej walczy”.
Nadbor imieniny obchodzi 28 lutego.